# Entrada (Amadeo de Souza-Cardoso)
Entrada é uma pintura a óleo sobre tela com colagem da autoria do pintor português Amadeo de Souza-Cardoso. Pintado em 1917, mede 93,5 cm de altura por 76 cm de largura.
A pintura pertence ao Centro de Arte Moderna José de Azeredo Perdigão de Lisboa.

## Descrição
Entrada incorpora uma série de signos legíveis como referindo-se à “entrada” de Portugal na Grande Guerra, como o afundamento do transatlântico RMS Lusitania por um submarino alemão, episódio trágico que despoletou também a intervenção militar dos EUA na guerra, e o episódio extraordinário da acusação de espionagem sobre a artista Sonia Delaunay, que então vivia em Portugal com o marido Robert Delaunay, episódio este em que Amadeo esteve fortemente envolvido, pois foi a principal testemunha de defesa de Sonia. Este caso ocorreu em abril de 1916 quando um denunciante, a troco de 3000 francos, assegurou que Sonia passou informação encriptada aos submarinos alemães que passavam perto da costa portuguesa a partir dos célebres "discos simultâneos".
Em Entrada podem ver-se a torre e o periscópio de um submarino com as cores alemãs, ambos iluminados pelo jacto de luz que nasce no centro da composição, a partir do perfil do Lusitania, identificável a partir das cores da bandeira portuguesa pintadas sobre um rectângulo de vidro incrustado e com as suas imponentes quatro chaminés, duas pintadas e as duas restantes evocadas com o número 2. Há a sugestão de um interior iluminado por uma lâmpada eléctrica separado da escuridão nocturna exterior pelas linhas horizontais de uma persiana dourada. Notam-se os discos órficos de Robert Delaunay, que Sónia, tal como o próprio Amadeo, tinham incorporado nas suas obras. E mesmo os números que Amadeo inscreve no cimo da pintura parecem remeter para o dinheiro recebido pelo denunciante de Sonia.
Mas estes elementos-fragmentos não devem ser encarados como uma mera crónica. Eles integram uma obra que também engloba um conjunto significativo de outros elementos, signos quase indecifráveis no contexto dos episódios referidos, e recorrentes nas obras de Amadeo mais directamente ligadas ao legado do cubismo, como sejam a viola, as naturezas-mortas, os papéis colados. Uma obra que é principalmente uma pintura, e ainda que Amadeo não prescinda da possibilidade de contar uma história, o objectivo da obra é essencialmente pictural.

## Interpretação
Como contar uma história em pintura sem deixar que a pintura se converta num mero meio? Como contar uma história que seja pintura, que dê corpo às possibilidades, às questões, ao pensamento, que constituem o campo da pintura nas décadas iniciais do século XX? Entrada ensaia uma resposta a estas questões. Uma boa resposta, segundo o Museu Gulbenkian.
Ainda segundo o Museu Gulbenkian, a leitura desta obra de Amadeo enquanto alusão pictórica à ENTRADA de Portugal na Grande Guerra e a episódios contemporâneos constitui uma via apropriada para a compreensão dos seus últimos trabalhos. Em vez da explosão dadaísta que ocorrera no isolamento da sua casa em Manhufe, que lhe era anteriormente atribuida, vemos Amadeo como um artista estimulado pelos acontecimentos do seu tempo, não apenas em relação à guerra e aos seus episódios, mas, e à semelhança dos artistas de vanguarda seus contemporâneos, muito interessado pela análise dos meios de representação visual e pelas possibilidades plásticas da sua subversão.
Disto é exemplo a forma como cita, subvertendo-os, os discos órficos dos Delaunay, ou a imitação de alguns elementos típicos dos cubistas, como a colagem de papéis e a desconstrução de instrumentos de corda. Nas suas últimas obras, de que [ENTRADA] é um importante ex-libris, Amadeo propõe uma reflexão sobre a própria pintura entendida como um processo de construção de uma estrutura significante, cujo sentido é gerado a partir do próprio processo de criação e de visão.

## Ligação externa
Página oficial do Museu Gulbenkian, 